# Фонтан на Театральной площади (Ростов-на-Дону)

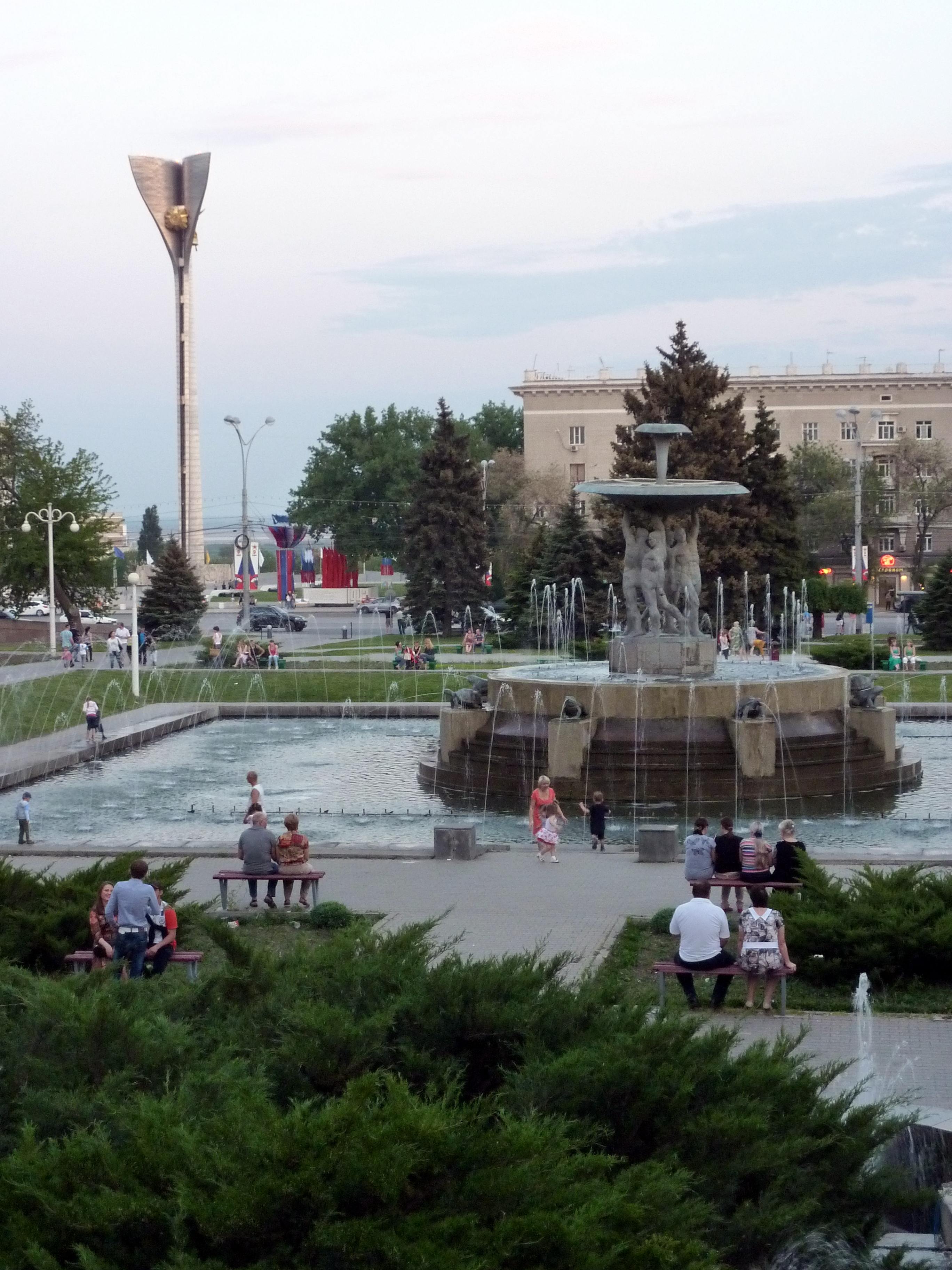

Фонтан на Театральной площади — самый крупный фонтан в городе Ростове-на-Дону.

## История
После окончания строительства театра им. М.Горького в 1936 году, рядом был обустроен Театральный сквер с фонтаном в центре. Автором его стал молодой скульптор Евгений Вучетич, выпускник Ростовского художественного училища.
Фонтан представляет собой скульптурную группу атлантов на постаменте, в народе именуемых «мужики (или дядьки) с чашей (или плошкой)». Группу окружают изваяния лягушек и черепах. Ходили слухи, что Вучетич в отместку за какие-то «грехи», придал физиономиям животных черты лиц некоторых городских начальников. Скульптурные изваяния были изготовлены из бетона на белом цементе.
В годы Великой Отечественной войны фонтан был разрушен, восстановлен в 1950-е годы, насколько можно судить по фото, в полном объёме. Но в 1970-х лягушки с черепахами на фонтане отсутствовали. Возможно, за 20 лет скульптурные элементы обветшали, живность убрали совсем, а в помощь "мужикам" установили опору под центром чаши, не надеясь на силу рук бетонных атлантов.
В преддверии отмечавшегося в 1999 году 250-летия Ростова-на-Дону фонтан отреставрировали, вернув ему первоначальный облик. Изменились только материалы: подиум облицован природным камнем, изваяния атлантов, лягушек и черепах выполнены в технике выколотки по меди. В вечернее время фонтан подсвечивается разноцветными огнями. Фонтан уже на протяжении многих десятилетий не перестает радовать своей красотой жителей и гостей города.